# الناصرية (دمياط)
الناصرية هي إحدى قرى مركز فارسكور التابع لمحافظة دمياط بجمهورية مصر العربية.